# Варзін (футбольний клуб)
«Варзін» (порт. Varzim Sport Club) — португальська футбольна команда, що базується в Повуа-де-Варзін, поблизу Порту на півночі країни. Клуб був заснований 25 грудня 1915 року і з моменту свого заснування виступав на стадіоні «Estádio do Varzim Sport Club».